# Говтвянчик

Говтвянчик (укр. Говтвянчик) — село,
Супруновский сельский совет,
Полтавский район,
Полтавская область,
Украина.
Код КОАТУУ — 5324085203. Население по переписи 2001 года составляло 24 человека.

## Географическое положение
Село Говтвянчик находится на автомобильной дороге М-03 в 1,5 км от города Полтава.